# Oskar von Dolega-Kozierowski
Oskar von Dolega-Kozierowski, eigentlich Oscar Immanuel Dołęga von Kozierowski  (* 25. Juni 1850 in Herrnhut; † 2. April 1928 in Lübeck) war ein deutscher Verwaltungsjurist.

## Leben

Wappen Dołęga

Oskar von Dolega-Kozierowski entstammte dem germanisierten, ursprünglich polnischen Adelsgeschlecht Kozierowski der Wappengemeinschaft (Herb) Dołęga. Er war ein Sohn des preußischen Hauptmanns a. D. Gregor Friedrich August von Dolega-Kozierowski (1799–1879) und dessen Frau Henriette, geb. von Kottwitz (1819–). Sein Großvater Friedrich Wilhelm Dolega von Kozierowski († 1839) war preußischer Regierungsvizepräsident in  Bromberg gewesen. Er wuchs in Dresden auf, besuchte von 1864 bis 1868 das Vitzthumsche Gymnasium und studierte dann Rechtswissenschaften.
1869 begann er seinen Dienst als Einjährig-Freiwilliger, der sich durch den Deutsch-Französischen Krieg bis zum 8. März 1871 verlängerte und den er als Reserveoffizier im Husaren-Regiment „König Wilhelm I.“ (1. Rheinisches) Nr. 7 abschloss. Er leistete sein Referendariat in Berlin ab und war Gerichtsassessor in Berlin und Stettin. 1881 wechselte er als Regierungsassessor vom Justiz- in den Verwaltungsdienst.
Ein Skandal gab ihm seinen ersten Posten: der Landrat des Kreises Herzogtum Lauenburg Albert von Bennigsen-Foerder musste nach kurzer Amtszeit wegen seiner Beteiligung an Wahlmanipulation bei der Reichstagswahl 1881 zurücktreten. Oskar von Dolega-Kozierowski übernahm das Amt des Landrats mit Sitz in St. Georgsberg/Ratzeburg zunächst kommissarisch.  1882 wählte ihn die Kreisversammlung offiziell zum Landrat. Er war der erste preußische Landrat, der nach Einführung der Kreisordnung 1882 den Vorsitz in den Organen des Lauenburgischen Landeskommunalverbandes ausübte und damit den Erblandmarschall ablöste. In seine Amtszeit fielen die Verhandlungen über den Bau des Elbe-Trave-Kanals, heute Elbe-Lübeck-Kanal genannt, der den alten, noch aus dem 14. Jahrhundert stammenden Stecknitz-Kanal ablöste. Hellmut von Gerlach, der als Assessor sein Vertreter war, sagt, er sei „ein tüchtiger Verwaltungsbeamter“ gewesen. „Politik interessierte ihn wenig. Natürlich war er konservativ.“
1897 berief ihn der neue Oberpräsident Ernst von Köller zu seinem Mitarbeiter als Oberpräsidialrat im Oberpräsidium der Provinz Schleswig-Holstein in Schleswig. Er unterstützte Köllers drastische Germanisierungs-Politik. Die Mehrzahl der Entwürfe von anti-dänischen Erlassen und Verfügungen des Oberpräsidenten an die Landräte in Nordschleswig stammten aus seiner Feder. 1901 erwirkte Köller kurz vor dem Ende seiner Amtszeit Dolega-Kozierowskis Beförderung zum Regierungspräsidenten in Schleswig. Auch sein Wirken in dieser Position war von der „Intoleranz des nationalen Gedankens“ geprägt.
Als der Husumer Bürgermeister Lothar Engelbert Schücking seine Streitschrift Die Reaktion in der inneren Verwaltung Preußens veröffentlichte und damit einen Skandal auslöste, reagierte von Dolega-Kozierowski hart. Er missdeutete die angeordnete Überprüfung eines Zeitungsartikels als Aufforderung zu disziplinarischer Verfolgung Schückings im großen Stil. „So wurde der ‚Fall Schücking‘ zu einem ‚Fall Kozierowski‘“. In der linksliberalen Zeitschrift März wurde er als „ausgesprochene[r] Vertreter der ostelbischen Rasse“ und  „Polackensprössling“ verhöhnt. Nach starker öffentlicher Kritik ließ sich von Dolega-Kozierowski zunächst für einen Sanatoriums-Aufenthalt beurlauben. 1909 trat er von seinem Amt zurück und ließ sich zum 1. Juli 1909 aus Gesundheitsgründen pensionieren. Als Regierungspräsident a. D. lebte er in Lübeck.
Er war seit 1882 verheiratet mit Jeannette Wilhelmine Ottilie, geb. Willemoes-Suhm (1857–1920), einer Tochter des Segeberger Landrats Peter Friedrich von Willemoes-Suhm. Heinrich von Kozierowski war ein Sohn des Paares.

## Auszeichnungen
- Roter Adlerorden, 2. Klasse mit Eichenlaub[13]
- Königlicher Kronen-Orden (Preußen), 2. Klasse
- Rote Kreuz-Medaille (Preußen), 3. Klasse
- Landwehrdienstauszeichnung I. Klasse
- Johanniterorden, Rechtsritter
- Orden der Krone von Italien, Großoffizier